# Hideo Gosha
Hideo Gosha  (五社 英雄?, Gosha Hideo) (Kita, 26 febbraio 1929 – Kyoto, 30 agosto 1992) è stato un regista giapponese.

## Biografia
Nato nella prefettura di Tokyo, Gosha si diplomò al liceo e prestò servizio nella marina imperiale giapponese durante la seconda guerra mondiale. Dopo aver conseguito una laurea in economia presso l'Università Meiji lavorò in televisione come reporter a partire dal 1953 e quattro anni dopo passò alla neonata Fuji Television facendo carriera come produttore e regista. Uno dei suoi programmi televisivi, il chambara Three Outlaw Samurai,  impressionò così tanto i capi dello studio cinematografico Shochiku al punto da ricevere la possibilità di adattarlo in un lungometraggio nel 1964 con Tetsuro Tamba tra i protagonisti. Dopo il successo finanziario di questo film, ha diretto una serie di altrettanto successo  di film chambara fino alla fine degli anni 1960, tra i quali i suoi due successi più grandi di critica e pubblico sono Là dove volano i corvi, con Tatsuya Nakadai e Tetsuro Tamba, e Hitokiri (noto anche come Tenchu), entrambi pubblicati nel 1969 ed entrambi considerati due dei migliori esempi del genere. 
Durante gli anni 1970, Gosha abbandonò il puro chambara e rivolse le sue energie produttive verso film del genere yakuza, ma produsse ancora film d'ambientazione storica con Nakadai, tra i protagonisti, come Onimasa. Prima di morire, all'età di 63 anni, stava pianificando un remake del film Three Outlaw Samurai, con  Ken Watanabe, Masahiro Motoki e Naoto Takenaka tra gli attori protagonisti.

## Filmografia parziale
- 1964 Three Outlaw Samurai
- 1965 Sword of the Beast
- 1966 Cash Calls Hell
- 1966 The Secret of the Urn
- 1966 Samurai Wolf
- 1967 Samurai Wolf II
- 1969- Là dove volano i corvi (御用金 -Goyôkin)
- 1969- Hitokiri